# Luccas Claro
Luccas Claro dos Santos (Ribeirão Preto, São Paulo, Brasil, 2 de octubre de 1991), conocido como Luccas Claro, es un futbolista brasileño. Juega de defensa y su equipo es el Eyüpspor de la Superliga de Turquía.

## Trayectoria
Formado en las inferiores del Coritiba, Luccas Claro fue promovido al primer equipo en 2011 y dejó el club en diciembre de 2016 cuando su contrato con el club terminó; jugó seis temporadas en el equipo.
En febrero de 2017 firmó contrato con el Gençlerbirliği S. K. turco.
En septiembre de 2019 fichó por el Fluminense F. C. para todo 2020. En este equipo se mantuvo hasta mediados de 2022, momento en el que regresó al fútbol turco tras recalar en el Eyüpspor.

## Selección nacional
Disputó los Juegos Panamericanos 2011 con la selección de Brasil sub-20.

## Estadísticas
Actualizado al último partido disputado el 24 de mayo de 2025.
| Club | Div.          | Temporada     | Liga  | Liga  | Estatal(1) | Estatal(1) | Copas nacionales(2) | Copas nacionales(2) | Copas internacionales(3) | Copas internacionales(3) | Total | Total |
| Club | Div.          | Temporada     | Part. | Goles | Part.      | Goles      | Part.               | Goles               | Part.                    | Goles                    | Part. | Goles |
| --- | ------------- | ------------- | ----- | ----- | ---------- | ---------- | ------------------- | ------------------- | ------------------------ | ------------------------ | ----- | ----- |
| Coritiba · Brasil | 1.ª           | 2011          | 7     | 0     | 1          | 0          | 0                   | 0                   | ―                        | ―                        | 8     | 0     |
| Coritiba · Brasil | 1.ª           | 2012          | 17    | 1     | 1          | 0          | 1                   | 0                   | ―                        | ―                        | 19    | 1     |
| Coritiba · Brasil | 1.ª           | 2013          | 20    | 2     | 11         | 0          | 0                   | 0                   | 1                        | 0                        | 32    | 2     |
| Coritiba · Brasil | 1.ª           | 2014          | 31    | 2     | 9          | 2          | 6                   | 0                   | ―                        | ―                        | 46    | 4     |
| Coritiba · Brasil | 1.ª           | 2015          | 16    | 0     | 16         | 0          | 3                   | 0                   | ―                        | ―                        | 35    | 0     |
| Coritiba · Brasil | 1.ª           | 2016          | 23    | 2     | 11         | 3          | ―                   | ―                   | 4                        | 0                        | 38    | 5     |
| Coritiba · Brasil | Total club    | Total club    | 114   | 7     | 49         | 5          | 10                  | 0                   | 5                        | 0                        | 178   | 12    |
| Gençlerbirliği S. K. Turquía | 1.ª           | 2016-17       | 17    | 1     | ―          | ―          | 3                   | 0                   | ―                        | ―                        | 20    | 1     |
| Gençlerbirliği S. K. Turquía | 1.ª           | 2017-18       | 21    | 0     | ―          | ―          | 3                   | 0                   | ―                        | ―                        | 24    | 0     |
| Gençlerbirliği S. K. Turquía | 2.ª           | 2018-19       | 31    | 1     | ―          | ―          | 0                   | 0                   | ―                        | ―                        | 31    | 1     |
| Gençlerbirliği S. K. Turquía | Total club    | Total club    | 69    | 2     | 0          | 0          | 6                   | 0                   | 0                        | 0                        | 75    | 2     |
| Fluminense F. C. · Brasil | 1.ª           | 2019          | 2     | 0     | ―          | ―          | 0                   | 0                   | ―                        | ―                        | 2     | 0     |
| Fluminense F. C. · Brasil | 1.ª           | 2020          | 31    | 2     | 6          | 3          | 3                   | 1                   | 2                        | 0                        | 42    | 6     |
| Fluminense F. C. · Brasil | 1.ª           | 2021          | 28    | 0     | 5          | 0          | 6                   | 0                   | 10                       | 0                        | 49    | 0     |
| Fluminense F. C. · Brasil | 1.ª           | 2022          | 10    | 0     | 10         | 1          | 1                   | 0                   | 4                        | 0                        | 25    | 1     |
| Fluminense F. C. · Brasil | Total club    | Total club    | 71    | 2     | 21         | 4          | 10                  | 1                   | 16                       | 0                        | 118   | 7     |
| Eyüpspor Turquía | 2.ª           | 2022-23       | 28    | 1     | ―          | ―          | 0                   | 0                   | ―                        | ―                        | 28    | 1     |
| Eyüpspor Turquía | 2.ª           | 2023-24       | 33    | 1     | ―          | ―          | 1                   | 0                   | ―                        | ―                        | 34    | 1     |
| Eyüpspor Turquía | 1.ª           | 2024-25       | 34    | 1     | ―          | ―          | 4                   | 0                   | ―                        | ―                        | 38    | 1     |
| Eyüpspor Turquía | Total club    | Total club    | 95    | 3     | 0          | 0          | 5                   | 0                   | 0                        | 0                        | 100   | 3     |
| Total carrera | Total carrera | Total carrera | 349   | 14    | 70         | 9          | 31                  | 1                   | 21                       | 0                        | 471   | 24    |
| (1) Incluye datos del Campeonato Paranaense y el Campeonato Carioca. (2) Incluye datos de la Copa de Brasil y la Copa de Turquía. (3) Incluye datos de la Copa Sudamericana. |               |               |       |       |            |            |                     |                     |                          |                          |       |       |

## Palmarés

### Títulos estatales
| Título                | Club             | Sede           | Año  |
| --------------------- | ---------------- | -------------- | ---- |
| Campeonato Paranaense | Coritiba         | Paraná         | 2011 |
| Campeonato Paranaense | Coritiba         | Paraná         | 2012 |
| Campeonato Paranaense | Coritiba         | Paraná         | 2013 |
| Campeonato Carioca    | Fluminense F. C. | Río de Janeiro | 2022 |

### Títulos nacionales
| Título               | Club     | País    | Año  |
| -------------------- | -------- | ------- | ---- |
| TFF Primera División | Eyüpspor | Turquía | 2024 |